# Steacyiet
Het mineraal steacyiet is een kalium-calcium-natrium-thorium-silicaat met de chemische formule (K,Ca,Na)1-2ThSi8O20. Het mineraal behoort tot de cyclosilicaten.

## Eigenschappen
Het doorschijnend bruine of geelgroene steacyiet heeft een glas- tot doffe glans, een witte streepkleur en het mineraal kent geen splijting. De gemiddelde dichtheid is 2,95 en de hardheid is 5. Het kristalstelsel is tetragonaal en het mineraal is sterk radioactief. De gamma ray waarde volgens het American Petroleum Institute is 506.988,44.

## Naamgeving
Het mineraal steacyiet is genoemd naar de Canadees Harold Robert Steacy, voormalig hoofdconservator van de Canadese mineralogische dienst.

## Voorkomen
Steacyiet komt voor in spleten van pegmatieten die nefelien-syenieten doorsnijden. De typelocatie is Mont Saint-Hilaire, Quebec, Canada.